# Дая (балет)
Да́я, или Португальцы в Индии — двухактный балет Филиппо Тальони на музыку Георга Келлера. Премьера состоялась в 1841 году в петербургском Большом театре. Главную партию, как и в других балетах отца, исполняла Мария Тальони. Несмотря на всю любовь зрителя, её попытка оторваться от иллюзорного и создать реалистический образ Даи не принесла ей той славы, какую она приобрела при первом выступлении в «Сильфиде». Балет успеха у публики практически не имел, современники откровенно называли его «бесцветным». 
Либретто издавалось типографией Глазунова в 1841 году по цене в 50 копеек. 